# Armillaria sparrei
Armillaria sparrei là một loài nấm trong họ Physalacriaceae.